# 경상남도창원교육지원청
경상남도창원교육지원청(慶尙南道昌原敎育支援廳, Changwon Office of Education)은 경상남도 창원시를 관할하는 경상남도교육청 산하 교육지원청이다.
교육장은 장학관으로 보한다.

## 연혁
- 1980년: 설치

## 산하기관

### 유치원
|  |

### 초등학교
마산합포구
| - 가포초등학교 - 교방초등학교 - 구산초등학교 - 구서분교 - 마산신월초등학교 - 무학초등학교 | - 반동초등학교 - 산호초등학교 - 상남초등학교 - 성호초등학교 - 우산초등학교 - 월성초등학교 | - 월영초등학교 - 월포초등학교 - 진동초등학교 - 진전초등학교 - 완월초등학교 - 용마초등학교 | - 하북초등학교 - 합포초등학교 - 해운초등학교 - 현동초등학교 |

마산회원구
| - 가고파초등학교 - 감천초등학교 - 광려초등학교 - 교동초등학교 - 구암초등학교 | - 내서초등학교 - 마산중앙초등학교 - 봉덕초등학교 - 북성초등학교 - 삼계초등학교 | - 상일초등학교 - 석전초등학교 - 안계초등학교 - 양덕초등학교 - 전안초등학교 | - 중리초등학교 - 팔룡초등학교 - 합성초등학교 - 호계초등학교 - 회원초등학교 |

성산구
| - 남양초등학교 - 남정초등학교 - 내동초등학교 - 대방초등학교 - 대암초등학교 | - 동산초등학교 - 반송초등학교 - 사파초등학교 - 삼정자초등학교 - 성주초등학교 | - 안남초등학교 - 안민초등학교 - 양곡초등학교 - 외동초등학교 - 용지초등학교 | - 웅남초등학교 - 유목초등학교 - 창원남산초등학교 - 창원상남초등학교 - 토월초등학교 |

의창구
| - 감계초등학교 - 대산초등학교 - 대원초등학교 - 도계초등학교 - 명곡초등학교 - 명도초등학교 - 명서초등학교 - 무동초등학교 | - 봉강초등학교 - 봉림초등학교 - 북면초등학교 - 승산분교 - 사화초등학교 - 상북초등학교 - 소답초등학교 - 신등초등학교 | - 신방초등학교 - 온천초등학교 - 용남초등학교 - 용호초등학교 - 우암초등학교 - 의창초등학교 - 일동초등학교 - 자여초등학교 | - 중동초등학교 - 창원신월초등학교 - 창원초등학교 - 창원한들초등학교 - 평산초등학교 - 하천초등학교 - 화양초등학교 |

진해구
| - 경화초등학교 - 대야초등학교 - 덕산초등학교 - 도천초등학교 - 동부초등학교 | - 석동초등학교 - 안골포초등학교 - 안청초등학교 - 용원초등학교 - 웅동초등학교 | - 웅천초등학교 - 자은초등학교 - 장복초등학교 - 장천초등학교 - 제황초등학교 | - 진해남산초등학교 - 진해신항초등학교 - 진해중앙초등학교 - 풍호초등학교 |

### 중학교
마산합포구
| - 구산중학교 - 구남분교 - 마산삼진중학교 | - 마산서중학교 - 마산의신여자중학교 - 마산제일여자중학교 | - 마산중학교 - 성지여자중학교 - 진전중학교 | - 합포중학교 - 해운중학교 |

마산회원구
| - 구암중학교 - 광려중학교 - 내서중학교 - 마산동중학교 | - 마산무학여자중학교 - 마산중앙중학교 - 마산여자중학교 | - 삼계중학교 - 양덕여자중학교 - 양덕중학교 | - 창신중학교 - 합포여자중학교 - 호계중학교 |

성산구
| - 경원중학교 - 남산중학교 - 대방중학교 - 반림중학교 | - 반송여자중학교 - 반송중학교 - 사파중학교 - 삼정자중학교 | - 안남중학교 - 안민중학교 - 양곡중학교 - 웅남중학교 | - 창원남중학교 - 창원상남중학교 - 창원중앙중학교 |

의창구
| - 도계중학교 - 명곡여자중학교 - 명서중학교 - 봉곡중학교 | - 봉림중학교 - 창덕중학교 - 창북중학교 - 창원대산중학교 | - 창원동중학교 - 창원여자중학교 - 창원중학교 | - 토월중학교 - 팔룡중학교 - 신월중학교 |

진해구
| - 동진여자중학교 - 동진중학교 - 석동중학교 | - 안골포중학교 - 용원중학교 - 웅동중학교 | - 진해남중학교 - 진해여자중학교 | - 진해신항중학교 - 진해중학교 |